# Harry Harlow

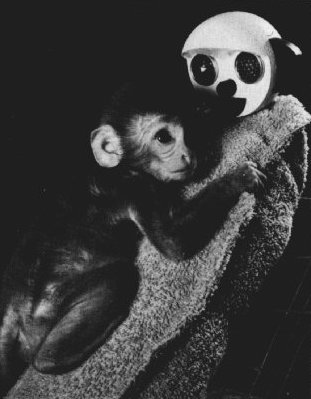
Macaco agarrado a mãe substituta de pano em teste do medo

Harry Frederick Harlow (Fairfield, 31 de outubro de 1905 – Tucson, 6 de dezembro de 1981) foi um psicólogo estadunidense. Ele conduziu a maior parte de sua pesquisa na Universidade de Wisconsin–Madison, onde o psicólogo humanista Abraham Maslow trabalhou com ele por um curto período de tempo.
Os experimentos de Harlow foram eticamente controversos; Eles incluíram a criação de "mães" substitutas de arame e madeira inanimadas para os bebês Rhesus. Cada criança se apegou à sua mãe particular, reconhecendo seu rosto único. Harlow então investigou se os bebês tinham preferência por mães de arame desencapado ou mães cobertas de pano em diferentes situações: com a mãe de arame segurando uma mamadeira com comida e a mãe de pano não segurando nada, ou com a mãe de arame segurando nada, enquanto a mãe de pano segurava uma mamadeira com comida. Os macacos escolheram esmagadoramente a mãe de pano, com ou sem comida, visitando apenas a mãe de arame que tinha comida quando precisava de sustento.
Mais tarde em sua carreira, ele cultivou macacos bebês em câmaras de isolamento por até 24 meses, das quais eles emergiram intensamente perturbados. Alguns pesquisadores citam os experimentos como um fator na ascensão do movimento de libertação animal nos Estados Unidos. Uma pesquisa da Review of General Psychology, publicada em 2002, classificou Harlow como o 26º psicólogo mais citado do século 20.

## Biografia
Harry Harlow nasceu em 31 de outubro de 1905, filho de Mabel Rock e Alonzo Harlow Israel. Harlow nasceu e foi criado em Fairfield, Iowa, sendo o terceiro de quatro irmãos. Pouco se sabe sobre o início da vida de Harlow, mas em uma autobiografia inacabada, ele lembrou que sua mãe era fria com ele e ele experimentou crises de depressão ao longo de sua vida. Depois de um ano no Reed College em Portland, Oregon, Harlow foi admitido na Universidade Stanford por meio de um teste especial de aptidão. Depois de um semestre como estudante de inglês com notas quase desastrosas, ele se declarou graduado em psicologia.
Harlow frequentou Stanford em 1924 e, posteriormente, tornou-se um estudante de pós-graduação em psicologia, trabalhando diretamente com Calvin Perry Stone, um conhecido especialista em comportamento animal, e Walter Richard Miles, um especialista em visão, todos supervisionados por Lewis Terman. Harlow estudou amplamente com Terman, o desenvolvedor das Escalas de Inteligência Stanford-Binet, e Terman ajudou a moldar o futuro de Harlow. Depois de receber um PhD em 1930, ele mudou seu nome de Israel para Harlow. A mudança foi feita por sugestão de Terman, por medo das consequências negativas de ter um sobrenome aparentemente judeu, embora sua família não fosse judia.
Logo após concluir sua tese de doutorado, Harlow aceitou um cargo de professor na Universidade de Wisconsin–Madison. Harlow não teve sucesso em persuadir o Departamento de Psicologia a fornecer-lhe espaço de laboratório adequado. Como resultado, Harlow adquiriu um prédio vago na mesma rua da universidade e, com a ajuda de seus alunos de pós-graduação, renovou o prédio no que mais tarde ficou conhecido como o Laboratório de Primatas, um dos primeiros desse tipo do mundo. Sob a direção de Harlow, tornou-se um local de pesquisa de ponta no qual cerca de 40 alunos obtiveram seus doutorados.
Harlow recebeu inúmeros prêmios e homenagens, incluindo a eleição para a Academia Nacional de Ciências dos Estados Unidos (1951), a Medalha Howard Crosby Warren (1956), a eleição para a American Philosophical Society (1957), a Medalha Nacional de Ciências (1967), a eleição para a Academia de Artes e Ciências dos Estados Unidos (1961), e a Medalha de Ouro da American Psychological Foundation (1973). Ele serviu como chefe do ramo de Pesquisa de Recursos Humanos do Departamento do Exército dos Estados Unidos de 1950 a 1952, chefe da Divisão de Antropologia e Psicologia do Conselho Nacional de Pesquisa de 1952 a 1955, consultor do Scientific Advisory Panel do Exército e presidente da Associação Americana de Psicologia de 1958 a 1959.

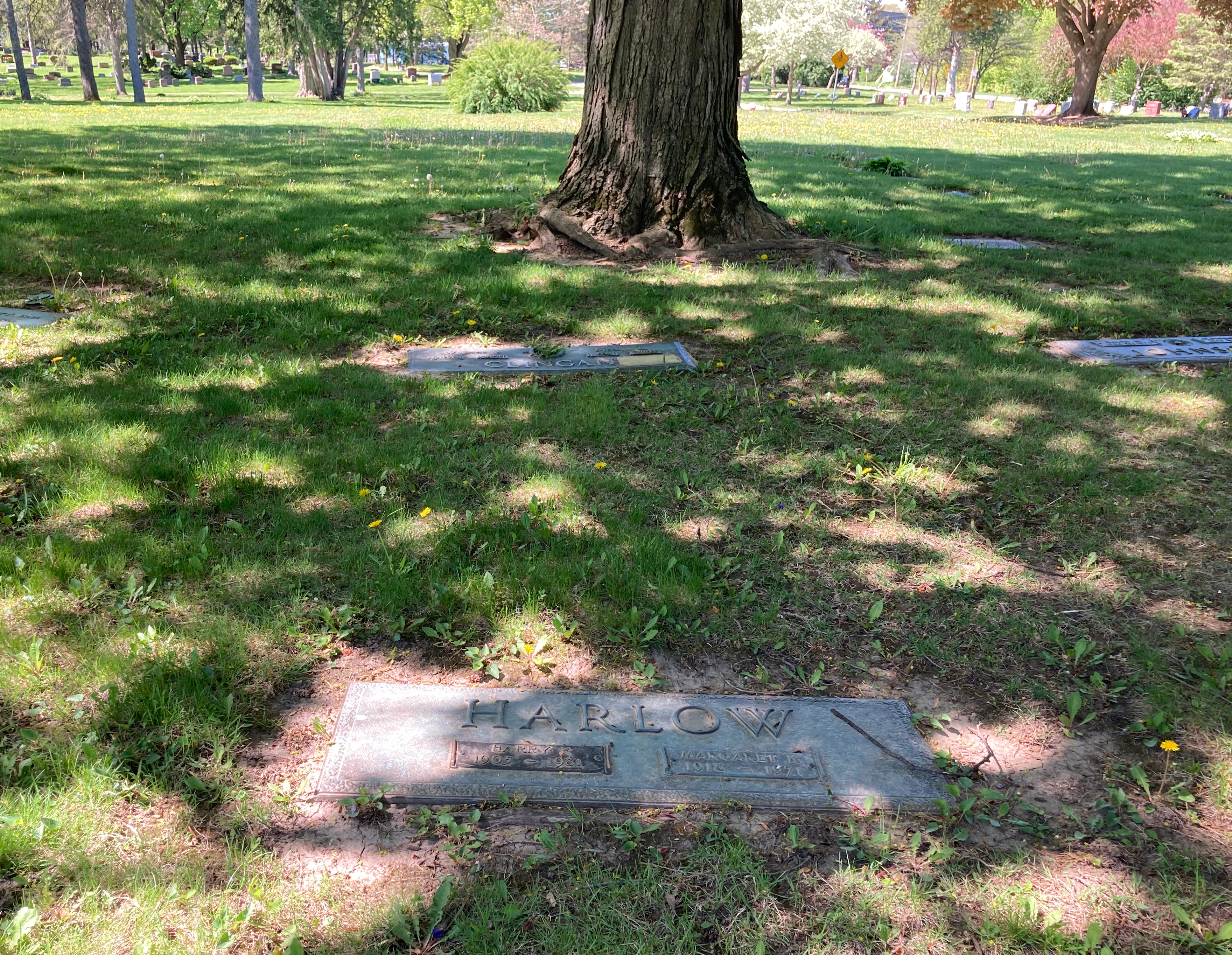
Túmulos de Harlow e Margaret Kuenne no cemitério Forest Hill

Harlow se casou com sua primeira esposa, Clara Mears, em 1932. Uma das seletas alunas com QI acima de 150 que Terman estudou em Stanford, Clara foi aluna de Harlow antes de se envolver romanticamente com ele. O casal teve dois filhos juntos, Robert e Richard. Harlow e Mears se divorciaram em 1946. Nesse mesmo ano, Harlow casou-se com a psicóloga infantil Margaret Kuenne. Eles tiveram dois filhos juntos, Pamela e Jonathan. Margaret morreu em 11 de agosto de 1971, após uma prolongada luta contra o câncer, com o qual havia sido diagnosticada em 1967. Sua morte levou Harlow à depressão mais uma vez, para a qual ele foi tratado com eletroconvulsoterapia. Em março de 1972, Harlow se casou novamente com Clara Mears. O casal morou junto em Tucson, Arizona, até a morte de Harlow em 1981. Ele foi enterrado ao lado de Margaret Kuenne no Cemitério Forest Hill em Madison, Wisconsin.

## Estudos com macacos
Harlow veio para a Universidade de Wisconsin–Madison em 1930 depois de obter seu doutorado sob a orientação de vários pesquisadores ilustres, incluindo Calvin Stone e Lewis Terman, na Universidade Stanford. Ele começou sua carreira com pesquisa de primatas não humanos. Ele trabalhou com os primatas no Zoológico Henry Vilas, onde desenvolveu o Wisconsin General Testing Apparatus (WGTA) para estudar aprendizagem, cognição e memória. Foi por meio desses estudos que Harlow descobriu que os macacos com quem trabalhava estavam desenvolvendo estratégias para seus testes. O que mais tarde se tornaria conhecido como conjuntos de aprendizagem, Harlow descreveu como "aprender a aprender".

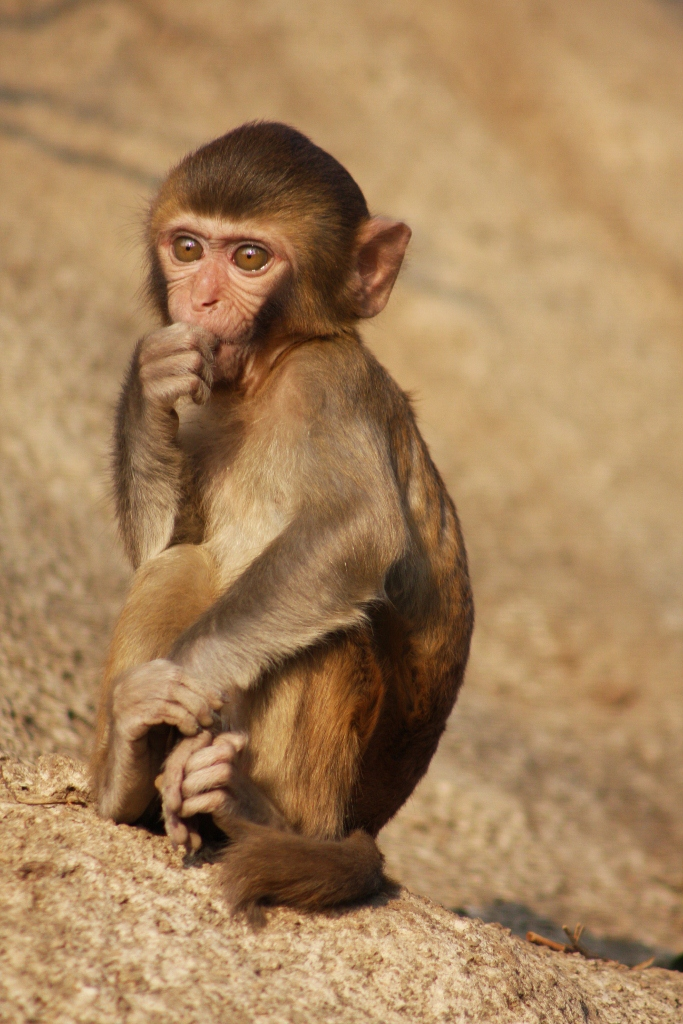
Harlow usou exclusivamente macacos rhesus em seus experimentos.

Para estudar o desenvolvimento desses conjuntos de aprendizagem, Harlow precisava de acesso ao desenvolvimento de primatas, então ele estabeleceu uma colônia de reprodução de macacos rhesus em 1932. Devido à natureza de seu estudo, Harlow precisava de acesso regular a primatas bebês e, portanto, optou por criá-los em um berçário, em vez de com suas mães protetoras. Essa técnica alternativa de criação, também chamada de privação materna, é altamente controversa até hoje e é usada, em variantes, como modelo de adversidade no início da vida em primatas.

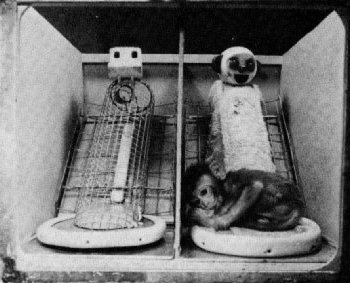
Mães substitutas de arame e de pano

A pesquisa e o cuidado com macacos rhesus bebês inspiraram ainda mais Harlow e, finalmente, levaram a alguns de seus experimentos mais conhecidos: o uso de mães substitutas. Embora Harlow, seus alunos, contemporâneos e associados logo tenham aprendido a cuidar das necessidades físicas de seus macacos bebês, os bebês criados no berçário permaneceram muito diferentes de seus pares criados pela mãe. Psicologicamente falando, esses bebês eram um pouco estranhos: eram reclusos, tinham déficits sociais definidos e se agarravam às fraldas de pano. Ao mesmo tempo, na configuração inversa, os bebês que cresceram apenas com a mãe e sem companheiros de brincadeira mostraram sinais de medo ou agressividade.
Percebendo seu apego ao pano macio de suas fraldas e as mudanças psicológicas que se correlacionavam com a ausência de uma figura materna, Harlow procurou investigar o vínculo mãe-bebê. Essa relação estava sob constante escrutínio no início do século XX, quando B. F. Skinner e os behavioristas enfrentaram John Bowlby em uma discussão sobre a importância da mãe no desenvolvimento da criança, a natureza de seu relacionamento e o impacto do contato físico entre mãe e filho.
Os estudos foram motivados pelo estudo patrocinado pela Organização Mundial da Saúde de John Bowlby e pelo relatório "Maternal care and mental health" em 1950, no qual Bowlby revisou estudos anteriores sobre os efeitos da institucionalização no desenvolvimento infantil e o sofrimento experimentado pelas crianças quando separadas de suas mães, como o de René Spitz e suas próprias pesquisas sobre crianças criadas em uma variedade de ambientes. Em 1953, seu colega James Robertson produziu um documentário curto e controverso, intitulado A Two-Year-Old Goes to Hospital, demonstrando os efeitos quase imediatos da separação materna. O relatório de Bowlby, juntamente com o filme de Robertson, demonstrou a importância do cuidador primário no desenvolvimento de primatas humanos e não humanos. Bowlby não enfatizou o papel da mãe na alimentação como base para o desenvolvimento de uma forte relação mãe-filho, mas suas conclusões geraram muito debate. Foi o debate sobre as razões por trás da necessidade demonstrada de cuidados maternos que Harlow abordou em seus estudos com mães substitutas. O contato físico com bebês era considerado prejudicial ao seu desenvolvimento, e essa visão levou a berçários estéreis e sem contato em todo o país. Bowlby discordou, alegando que a mãe fornece muito mais do que comida para o bebê, incluindo um vínculo único que influencia positivamente o desenvolvimento e a saúde mental da criança.
Para investigar o debate, Harlow criou mães substitutas inanimadas para os bebês rhesus de arame e madeira. Cada criança se apegou à sua mãe em particular, reconhecendo seu rosto único e preferindo-o acima de todos os outros. Em seguida, Harlow optou por investigar se os bebês tinham preferência por mães de arame ou mães cobertas de pano. Para este experimento, ele apresentou aos bebês uma mãe de pano e uma mãe de arame sob duas condições. Em uma situação, a mãe de arame segurava uma mamadeira com comida e a mãe de pano não segurava comida. Na outra situação, a mãe de pano segurava a mamadeira e a mãe de arame não tinha nada.
Esmagadoramente, os macacos bebês preferiam passar o tempo agarrados à mãe de pano. Mesmo quando apenas a mãe de arame podia fornecer alimento, os macacos a visitavam apenas para se alimentar. Harlow concluiu que havia muito mais na relação mãe-bebê do que o leite, e que esse "conforto do contato" era essencial para o desenvolvimento psicológico e a saúde de macacos e crianças bebês. Foi essa pesquisa que deu forte apoio empírico às afirmações de Bowlby sobre a importância do amor e da interação mãe-filho.
Experimentos sucessivos concluíram que os bebês usavam a mãe substituta como base para exploração e fonte de conforto e proteção em situações novas e até assustadoras. Em um experimento chamado "teste de campo aberto", um rhesus foi colocada em um novo ambiente com novos objetos. Quando a mãe substituta do bebê estava presente, ele se agarrou a ela, mas depois começou a se aventurar a explorar. Se assustado, o bebê corria de volta para a mãe substituta e se agarrava a ela por um tempo antes de se aventurar novamente. Sem a presença da mãe susbtitutas, os macacos ficaram paralisados de medo, amontoados em uma bola e chupando o dedo.
No "teste do medo", os bebês receberam um estímulo de medo, geralmente um ursinho de pelúcia que fazia barulho. Sem a mãe, os bebês se encolheram e evitaram o objeto. Quando a mãe substituta estava presente, no entanto, o bebê não mostrou grandes respostas de medo e muitas vezes entrou em contato com o dispositivo - explorando-o e atacando-o.
Outro estudo analisou os efeitos diferenciados de ser criado apenas com uma mãe de arame ou uma mãe de pano. Ambos os grupos ganharam peso em taxas iguais, mas os macacos criados em uma mãe de arame tinham fezes mais moles e problemas para digerir o leite, frequentemente sofrendo de diarréia. A interpretação de Harlow desse comportamento, que ainda é amplamente aceita, foi que a falta do conforto do contato é psicologicamente estressante para os macacos, e os problemas digestivos são uma manifestação fisiológica desse estresse.
A importância dessas descobertas é que elas contradizem tanto o conselho pedagógico tradicional de limitar ou evitar o contato corporal na tentativa de evitar estragar as crianças, quanto a insistência da escola de psicologia behaviorista predominante de que as emoções eram insignificantes. A alimentação era considerada o fator mais importante na formação de um vínculo mãe-filho. Harlow concluiu, no entanto, que a amamentação fortaleceu o vínculo mãe-filho por causa do contato corporal íntimo que ela proporcionou. Ele descreveu seus experimentos como um estudo do amor. Ele também acreditava que o conforto do contato poderia ser fornecido pela mãe ou pelo pai. Embora amplamente aceita agora, essa ideia foi revolucionária na época ao provocar pensamentos e valores sobre os estudos do amor.
Alguns dos experimentos finais de Harlow exploraram a privação social na busca de criar um modelo animal para o estudo da depressão. Este estudo é o mais controverso e envolveu o isolamento de macacos infantis e juvenis por vários períodos de tempo. Macacos colocados em isolamento exibiram déficits sociais quando introduzidos ou reintroduzidos em um grupo de pares. Eles pareciam inseguros sobre como interagir com seus coespecíficos e, na maioria das vezes, permaneceram separados do grupo, demonstrando a importância da interação social e dos estímulos na formação da capacidade de interagir com coespecíficos em macacos em desenvolvimento e, comparativamente, em crianças.
Os críticos da pesquisa de Harlow observaram que o apego é uma questão de sobrevivência em macacos rhesus jovens, mas não em humanos, e sugeriram que suas conclusões, quando aplicadas a humanos, superestimam a importância do conforto do contato e subestimam a importância da amamentação.
Harlow relatou pela primeira vez os resultados desses experimentos em "The Nature of Love", o título de seu discurso na sexagésima sexta Convenção Anual da American Psychological Association em Washington, D.C., 31 de agosto de 1958.

### Isolamento parcial e total de macacos bebês
A partir de 1959, Harlow e seus alunos começaram a publicar suas observações sobre os efeitos do isolamento social parcial e total. O isolamento parcial envolvia a criação de macacos em gaiolas de arame desencapado que lhes permitiam ver, cheirar e ouvir outros macacos, mas não ofereciam oportunidade de contato físico. O isolamento social total envolvia a criação de macacos em câmaras de isolamento que impediam todo e qualquer contato com outros macacos.
Harlow et al. relataram que o isolamento parcial resultou em várias anormalidades, como olhar fixo, círculos repetitivos estereotipados em suas gaiolas e automutilação. Esses macacos foram então observados em vários ambientes.

Nos experimentos de isolamento total, os macacos bebês seriam deixados sozinhos por três, seis, 12 ou 24 meses de "privação social total". Os experimentos produziram macacos que estavam severamente perturbados psicologicamente. Harlow escreveu:
Nenhum macaco morreu durante o isolamento. Quando inicialmente removidos do isolamento social total, no entanto, eles geralmente entram em um estado de choque emocional, caracterizado por [...] auto-agarramento autista e balanço. Um dos seis macacos isolados por 3 meses recusou-se a comer após a soltura e morreu 5 dias depois. O relatório da autópsia atribuiu a morte à anorexia emocional. [...] Os efeitos de 6 meses de isolamento social total foram tão devastadores e debilitantes que presumimos inicialmente que 12 meses de isolamento não produziriam nenhum decréscimo adicional. Essa suposição provou ser falsa; 12 meses de isolamento quase obliteraram os animais socialmente [...] 
Harlow tentou reintegrar os macacos que estavam isolados por seis meses, colocando-os com macacos que haviam sido criados normalmente. As tentativas de reabilitação tiveram sucesso limitado. Harlow escreveu que o isolamento social total nos primeiros seis meses de vida produziu "déficits graves em praticamente todos os aspectos do comportamento social". Algumas mães de macacos criadas isoladamente exibiram "comportamento materno aceitável quando forçadas a aceitar o contato infantil por um período de meses, mas não mostraram mais recuperação". Os isolados dados às mães substitutas desenvolveram "padrões violentos com eles mesmos". Em oposição a isso, quando isolados de seis meses foram expostos a macacos mais jovens, de três meses de idade, eles alcançaram "recuperação social essencialmente completa para todas as situações testadas". As descobertas foram confirmadas por outros pesquisadores, que não encontraram diferença entre os macacos isolados e os bebês criados pela mãe, mas descobriram que as mães substitutas tiveram muito pouco efeito.
Desde o trabalho pioneiro de Harlow sobre o toque, pesquisas recentes encontraram evidências para apoiar que o toque durante a infância é muito importante para a saúde e a privação do toque pode ser prejudicial.

### Poço do desespero
Harlow era conhecido por se recusar a usar terminologia convencional, em vez disso, escolheu termos deliberadamente ultrajantes para o aparato experimental que ele inventou. Isso veio de um conflito inicial com o estabelecimento psicológico convencional em que Harlow usou o termo "amor" no lugar do termo popular e arcaicamente correto "apego". Tais termos e respectivos dispositivos incluíam um dispositivo de acasalamento forçado que ele chamou de "rack de estupro", dispositivos de mãe substitutas para o fim de tortura que ele chamou de "damas de ferro" e uma câmara de isolamento que ele chamou de "poço do desespero", desenvolvida por ele e um estudante de pós-graduação, Stephen Suomi.
No último desses dispositivos, alternativamente chamado de "poço do desespero", os macacos bebês foram deixados sozinhos na escuridão por até um ano desde o nascimento, ou repetidamente separados de seus pares e isolados na câmara. Esses procedimentos rapidamente produziram macacos gravemente perturbados psicologicamente, que foram usados como modelos de depressão humana.
Harlow tentou reabilitar macacos que haviam sido submetidos a vários graus de isolamento usando várias formas de terapia. "Em nosso estudo da psicopatologia, começamos como sádicos tentando produzir anormalidade. Hoje, somos psiquiatras tentando alcançar a normalidade e a equanimidade.":458

## Análise dos experimentos

### A influência de Sigmund Freud

Sigmund Freud, cujo trabalho contribuiu para a fundação da teoria do apego e o trabalho de Harry Harlow

Sigmund Freud pode ser creditado por fornecer a base das relações entre mãe e filho, que logo seriam a inspiração e o ponto de partida para os estudos de Harlow. Freud descobriu, após anos de observação, que as pessoas que não tinham uma maternidade consistente eram mais propensas a desenvolver problemas comportamentais mais tarde na vida. As descobertas de Freud mostraram que as pessoas que experimentaram a falta de maternidade sofreram de hostilidade, retraimento de ansiedade e alcoolismo. Freud construiu a base para Harry Harlow continuar e ter sucesso em seu trabalho.
A interpretação freudiana acreditava que "era o foco em torno da importância da mama e das tendências instintivas orais e alimentares durante o primeiro ano de vida". Harlow pegou essa interpretação freudiana e perguntou "o que essa conexão é tão crucial?" Ele usou o que Freud já havia determinado e continuou a fazer perguntas para aprofundar a pesquisa em seus próprios estudos. As hipóteses freudianas afirmam que um componente parcial das pulsões sexuais, a oralidade, determina a escolha de um objeto, o seio da mãe, impulsionado pela fome.

### Influências
O trabalho de Harlow influenciou Bruno Bettelheim, diretor da Escola Ortogênica Sonia Shankman em Chicago. Este era um lar para crianças "perturbadas", Bettelheim estudou autismo em crianças. Ele era muito fascinado por Harlow e seu estudo com macacos. Ele pensou que poderia usar o que Harlow aprendeu em seu próprio trabalho.

### Transtorno do apego reativo

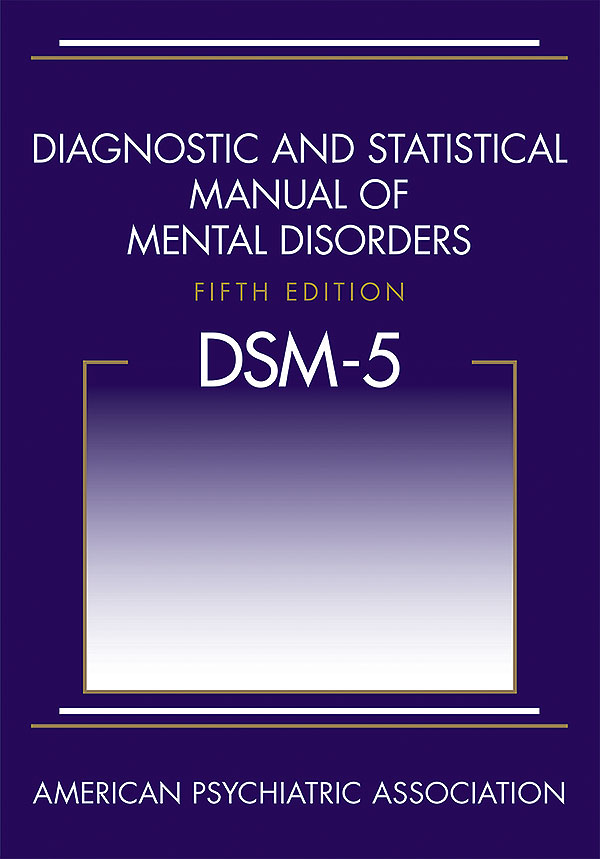
O TDR está incluído no DSM-5.

#### Definição
O transtorno de apego reativo (TDR) se forma quando uma criança que sofreu maus-tratos, abuso sexual e emocional ou outras formas de negligência, se manifesta com alguns problemas comportamentais. O tratamento para o transtorno do apego reativo é muito complexo. No momento em que uma criança é vista e diagnosticada com transtorno do apego reativo, várias condições diferentes de saúde mental, médicas e de desenvolvimento precisam ser tratadas. Enquanto mais crianças estão sendo diagnosticadas com TDR, a maioria é diagnosticada erroneamente com outros problemas comportamentais. As crianças diagnosticadas com TDR precisam estar em terapia intensiva, assim como seus cuidadores. O caminho confuso para um diagnóstico muitas vezes deixa crianças e famílias sofrendo por longos períodos de tempo.

#### Contribuição de Harlow
Harlow acreditava que a relação entre mãe e filho foi criada pela mãe proporcionando conforto tátil, o que significa que os bebês têm uma necessidade natural de tocar e se agarrar a algo para apoio emocional. Harry Harlow ajudou a pesquisas adicionais que contribuíram para a descoberta do TDR. Ele acreditava, e os resultados de seu estudo mostraram, que o vínculo entre mãe e filho nos primeiros anos de vida é extremamente importante para a saúde mental e o desenvolvimento da criança. As ideias que ele colocou no campo de estudo da psicologia ajudaram a descobrir o que conhecemos como TDR hoje.
Muitas crianças são diagnosticadas erroneamente com TDR quando têm outros problemas comportamentais e vice-versa. Os experimentos de Harlow deram aos psicólogos dados experimentais para as causas e o desenvolvimento do RAD, o que ajudou a reduzir o diagnóstico incorreto.

## Críticas
Muitos dos experimentos de Harlow são agora considerados antiéticos - em sua natureza, bem como nas descrições de Harlow - e ambos contribuíram para aumentar a conscientização sobre o tratamento de animais de laboratório e ajudaram a impulsionar a criação dos regulamentos de ética de hoje. Os macacos do experimento foram privados de afeto materno, potencialmente levando ao que hoje é conhecido como transtornos do pânico. O professor da Universidade de Washington, Gene Sackett, um dos alunos de doutorado de Harlow, afirmou que os experimentos de Harlow forneceram o ímpeto para o movimento de libertação animal nos EUA.
William Mason, outro dos alunos de Harlow que continuou conduzindo experimentos de privação depois de deixar Wisconsin, disse que Harlow "manteve isso até o ponto em que ficou claro para muitas pessoas que o trabalho estava realmente violando as sensibilidades comuns, que qualquer pessoa com respeito pela vida ou pelas pessoas acharia isso ofensivo. É como se ele se sentasse e dissesse: 'Só vou ficar vivo mais dez anos. O que eu gostaria de fazer, então, é deixar uma grande bagunça para trás'. Se esse era o seu objetivo, ele fez um trabalho perfeito". Mason também publicou artigos onde tentou trabalhar com a questão entre o desejo de um cientista de entender o mundo natural e os "direitos" dos animais à vida e à autonomia.
Stephen Suomi, um ex-aluno e apoiador de Harlow que agora conduz experimentos de privação materna em macacos no National Institutes of Health, foi criticado pela PETA e por membros do Congresso dos EUA.
Deborah Blum, jornalista científica, criticou o trabalho de Harlow; as críticas dela e de seus colegas, coletadas por Blum, mencionaram quase exclusivamente o impacto negativo sobre o público de sua linguagem indomável. Blum relatou em seus próprios escritos que até Suomi sentiu que tinha que esperar até que Harlow se aposentasse da Universidade de Wisconsin antes que ele pudesse encerrar seus projetos antiéticos, como o do "poço do desespero"; eles estavam causando "pesadelos".
Ainda outro aluno de Harlow, Leonard Rosenblum, também passou a conduzir experimentos de privação materna com macacos radiatas e nemestrinas, e outras pesquisas, envolvendo a exposição de macacos a combinações de privação materna com drogas em uma tentativa de "modelar" o transtorno do pânico humano. A pesquisa de Rosenblum e suas justificativas para ela também foram criticadas.
Harlow comentou com um entrevistador em 1974: "A única coisa que me importa é se os macacos vão se tornar uma propriedade que eu possa publicar. Eu não tenho nenhum amor por eles. Nunca o fiz. Eu realmente não gosto de animais. Eu desprezo gatos, odeio cachorros. Como você pode gostar de um macaco?".
Embora Harlow certamente estivesse ciente da legislação de proteção animal em vigor no Reino Unido desde 1876, as tentativas legislativas ativas nos Estados Unidos não começaram até 1960, quando a Lei de Bem-Estar Animal foi aprovada em 1966.

### Papel da American Psychological Association
Harry Harlow ganhou uma medalha nacional de ciência com base em seu trabalho com macacos, além de ser nomeado presidente da Associação Americana de Psicologia (APA). A APA é o órgão regulador dos pesquisadores no campo da psicologia. A APA oferece supervisão dos trabalhos dos pesquisadores, o que inclui se os princípios éticos estão sendo seguidos em suas pesquisas.

## Na cultura popular
Uma peça teatral, The Harry Harlow Project, baseada na vida e obra de Harlow, foi produzida em Victoria e apresentada nacionalmente na Austrália.